# Раудсепа (Варсту)
Раудсепа (ест. Raudsepa), також Раудсепя (ест. Raudsepä) — село в Естонії, входить до складу волості Варсту, повіту Вирумаа.